# Cyrtopodium andersonii
Cyrtopodium andersonii é uma espécie rupícola ou terrestre que vegeta em quase todo o Brasil, em regiões montanhosas. Planta com pseudobulbos grandes, de 40 centímetros de altura, fusiformes, com parte inferior mais estreita, sustentando folhas alternadas, lanceoladas, de cor verde claro e de até 50 centímetros de comprimento. Inflorescências de até 1 metro de altura, ramificadas e portando até 50 flores. Flor de 3 centímetros de diâmetro, com pétalas e sépalas amarelo-esverdeadas. Labelo mais amarelo.
Perfume que lembra Sabão de Côco.
Floresce na primavera.